# Problema dei due corpi (carriera)
Il problema dei due corpi è un dilemma che riguarda le coppie in carriera e che spesso emerge in ambito accademico, dove è estremamente difficile che entrambi i coniugi trovino un lavoro nella stessa università, nella stessa specializzazione o a una distanza ragionevole l'uno dall'altro.
Il dilemma deriva dalla difficoltà dei due partner ad adattarsi alle necessità dell'altro, il che dà origine a una situazione in cui la coppia è destinata a rimetterci (situazione lose-lose). Infatti se i due coniugi vogliono rimanere insieme, uno dei due deve abbandonare la carriera accademica e se entrambi decidono di perseguire la carriera accademica la relazione rischia di concludersi per via della distanza. Il termine problema dei due corpi è stato utilizzato nel contesto delle coppie lavoratrici a partire dalla metà degli anni '90. Il termine si riferisce al problema dei due corpi della meccanica classica.
Più del 70 percento dei docenti universitari negli Stati Uniti ha una relazione in cui entrambi i partner lavorano, e più di un terzo dei docenti ha un partner che lavora nel mondo accademico.
Tradizionalmente, questo problema veniva risolto dalle mogli che sostenevano la carriera dei mariti interrompendo la propria, in un contesto in cui il sistema accademico discriminava attivamente le donne, in particolar modo quelle sposate. Al giorno d'oggi il sistema è diventato meno sessista e molte università hanno istituito programmi per l'assunzione dei coniugi o hanno adottato altri approcci creativi al problema. Ciò nonostante persiste una forte pressione di genere che spinge le donne ad accettare più compromessi e fa sì che in molte abbandonino il mondo accademico.